# 仮想スイッチ
仮想スイッチは、（英語：vSwitch）とは、サーバ上のソフトウェアによって仮想的に作成するL2スイッチで、仮想サーバを接続するために使用する。外部から見て、物理サーバはpNIC（physical Network Interface Cards：物理NIC）を備えいるが、そのpNICと仮想サーバ（それぞれの仮想サーバにはvNICがある）の間に仮想スイッチがあるイメージ。結果、以下の特徴があげられる。
- 仮想的に作成するL2スイッチ
- 仮想サーバ同士を接続する
- 仮想サーバと物理ネットワークを接続する